# Pauk plete mrežu
Pauk plete mrežu je epizoda stripa Poručnik Tara. Imala je 16 strana. Epizodu je nacrtao Bane Kerac, a scenario napisao Svetozar Obradović. godine.

## Premijerno objavljivanje epizode
Epizoda je premijerno objavljena u Stripoteci br. 549. IZašla je 01.06.1979. Koštala je 10 dinara. epizoda je nastala tokokm 1978. godine. (U ovoj epizodi Kerac nije ostavio datume koji preciznije određuju nastavak epizode.)

## Kratak sadržaj
Partizanska četa pod komandom kapetana Nikolića napada bosanski gradić, ali upadaju u nemačku zamku. Ovo je već treći put za mesec dana da Nemci znaju gde ova partizanska četa napada. Komanda sumnja na to da u svojim redovima ima špijuna koji Nemcima odaje partizanske planove. Tara predlaže da se po štabu razglasi kako će Partizani napasti Kameni most. Most nema nikakav strateški značaj i ne čuva ga puno nemsčkih vojnika, ali Tara baš zato predlaže napad na most da se vidi da li će Nemci pojačati obezbeđenje. Tada bi bili sigurni da u svojim redovima imaju špijuna.
Naredne noći, Tara obilazi stražu i ugelda senku koja napušta logor. Prateći ga pod okriljem noći, Tara saznaje da špijun prenosi nemačkoj vezi detalje o napadu na Kameni most. Špijun ga napada, a Tara uspeva da se odbrani, ali mu se za dugme zakačilo nit crvene vune. Kasnije po tome Tara uspeva da nađe špijuna. Svi su iznenađeni da je to neko iz njihovih redova ko se posebno isticao u bitkama protiv Nemaca.

## Nejasnoća oko redosleda epizoda
Na poslednjoj strani piše da se radi o 3. epizodi. Međutim, na epizodi Partizansak čast takođe piše da je 3. epizoda. Izglednije je da se ovde radi o 21. epizodi, jer je nastala 1978. godine (dok je Partizanska čast nastala 1975. godine, na samom poečtku serijala).